# Philip Brophy
Philip Brophy est un compositeur, réalisateur, scénariste et monteur australien, né en 1959 à Melbourne (Australie).

## Filmographie

### comme compositeur
- 1985 : No Dance
- 1988 : Salt, Saliva, Sperm and Sweat
- 1993 : Body Trash (Body Melt)
- 1994 : Only the Brave
- 1999 : Paradise
- 2002 : Whispering in the Dark
- 2002 : Blow

### comme réalisateur
- 1985 : No Dance
- 1988 : Salt, Saliva, Sperm and Sweat
- 1993 : Body Trash (Body Melt)

### comme scénariste
- 1985 : No Dance
- 1988 : Salt, Saliva, Sperm and Sweat

### comme monteur
- 1985 : No Dance